# Oessoerifitis
De oessoerifitis (Phylloscopus tenellipes) is een zangvogel uit de familie Phylloscopidae.

## Kenmerken
De oessoerifitis is 10–11 cm lang en weegt gemiddeld 13 tot 15 g, het formaat van een gewone fitis. De vogel heeft een relatief korte snavel en twee licht roodbruine vleugelstrepen. Opvallend en kenmerkend zijn de bleekroze poten. Verder heeft deze soort fitis een opvallend lange, roomkleurige wenkbrauwstreep, met daaronder een donkerbruine oogstreep.

## Verspreiding en leefgebied
De oessoerifitis broedt in het zuidoosten van Rusland, het het uiterste noordoosten van China in het stroomgebied van de Oessoeri en de Amoer en in Noord-Korea. Het leefgebied is open terrein met loofbos en onderbegroeiing in rivierdalen en heuvelland tot 1800  boven de zeespiegel. De vogel overwintert in Zuidoost-Azië (Myanmar, Cambodja en Zuid-Vietnam, Thailand en soms op Hainan). In het overwinteringsgebied wordt de oessoerifitis ook in mangrove aangetroffen.

## Status
De grootte van de populatie is niet gekwantificeerd. Er is geen aanleiding te veronderstellen dat de soort in aantal achteruit gaat. Om deze redenen staat de oessoerifitis als niet bedreigd op de Rode Lijst van de IUCN.